# Pēteris Ātrens
Pēteris Ātrens (* 26. Novemberjul. / 9. Dezember 1905greg. in Tiflis; † 17. Juni 1952 in Argentinien) war ein lettischer Fußballspieler.

## Karriere und Leben
Pēteris Ātrens wurde im Jahr 1905 im georgischen Tiflis in die Familie von Kārlis Ātrens und seiner Frau Natālija (geb. Bite) geboren. Sein Vater war zu dieser Zeit Beisitzer des Ausschusses des Kaukasus-Veterinärdienstes. Ātrens besuchte die Sekundarschule und die Staatliche Technische Schule in Riga. 1927 begann Ātrens ein Studium an der Fakultät für Architektur der Universität Lettland und war Mitglied der Studentenverbindung Selonia. Während seiner Wehrpflicht von 1934 bis 1935 diente Ātrens im 5. Cēsis-Infanterieregiment. Ātrens war mit Maria Shaperovska (1910–?) verheiratet. Während der Jahre der deutschen Besatzung Lettlands im Zweiten Weltkrieg war Ātrens als Bauplaner bei der Verkehrsdirektion in Riga tätig. Im Kriegsverlauf wurde Ātrens vor der anrückenden Roten Armee in das Deutsche Reich evakuiert. Ātrens verbrachte einige Zeit in Flüchtlingslagern in Österreich, bevor er im Januar 1949 nach Argentinien auswanderte. In seiner neuen Heimat arbeitete Ātrens im Hausbau und starb 1952.
Ātrens spielte in seiner Fußballkarriere auf der Position des Abwehrspielers. Ab 1926 spielte Ātrens für den LSB Riga, mit dem er gleich in seinem ersten Jahr der Vereinszugehörigkeit in die Virslīga, der höchsten lettische Spielklasse aufstieg. Nach der Erstligasaison 1927 wechselte Ātrens zu den Riga Vanderers in die zweite Liga. Auch mit diesem Verein gelang ihm 1929 der Aufstieg. Am Ende der Saison 1930 wechselte Ātrens zu der Universitätsmannschaft der Universität Lettlands, für die er bis 1935 aktiv war.

## Weblink
- Lebenslauf bei kazhe.lv (lettisch)

| Personendaten    | Personendaten               |
| ---------------- | --------------------------- |
| NAME             | Ātrens, Pēteris             |
| ALTERNATIVNAMEN  | Atrens, Peteris             |
| KURZBESCHREIBUNG | lettischer Fußballspieler   |
| GEBURTSDATUM     | 9. Dezember 1905            |
| GEBURTSORT       | Tiflis, Gouvernement Tiflis |
| STERBEDATUM      | 17. Juni 1952               |
| STERBEORT        | Argentinien                 |